# U-712
Unterseeboot 712 foi um submarino alemão do Tipo VIIC, pertencente a Kriegsmarine que atuou durante a Segunda Guerra Mundial.

## Comandantes
| Comandante                            | Data                                           |
| ------------------------------------- | ---------------------------------------------- |
| Oblt. Walter Pietschmann              | 5 de novembro de 1942 - 14 de dezembro de 1943 |
| Oblt. Walter-Ernst Koch               | 15 de dezembro de 1943 - 2 de julho de 1944    |
| Oblt. Freiherr Eberhard von Ketelhodt | 3 de julho de 1944 - 9 de maio de 1945         |

## Subordinação
Durante o seu tempo de serviço, esteve subordinado às seguintes flotilhas:
| Período                                        | Flotilha                                      |
| ---------------------------------------------- | --------------------------------------------- |
| 5 de novembro de 1942 - 31 de outubro de 1943  | 8. Unterseebootsflottille (treinamento)       |
| 1 de novembro de 1943 - 31 de dezembro de 1943 | 3. Unterseebootsflottille (serviço ativo)     |
| 1 de janeiro de 1944 - 28 de fevereiro de 1945 | 21. Unterseebootsflottille (submarino escola) |
| 1 de março de 1945 - 8 de maio de 1945         | 31. Unterseebootsflottille (treinamento)      |